# La Península
Península, anteriormente conocido como La Península, es un periódico digital publicado a nivel internacional. Entre los años 1856 y 1857 se publicaba en Madrid, durante el reinado de Isabel II. En noviembre de 2024, se reanudó su publicación en formato digital por parte de un grupo de universitarios. 

## Historia
Editado en Madrid, publicó su primer ejemplar el 1 de diciembre de 1856.  Con una periodicidad diaria, era impreso en una imprenta propia y sus ejemplares contaban con cuatro páginas de unas dimensiones de 0,545 x 0,360 m.  Cesó el 25 de octubre de 1857.El periódico, descrito por Eugenio Hartzenbusch e Hiriart como progresista, fue dirigido por Tomás Capdepón y Martínez y posiblemente también por Antonio Romero Ortiz. Entre sus redactores se encontraron nombres como los de Antonio Díaz Cañábate, Francisco Díaz, Joaquín Helguero, José López, Benito Martínez, Ramón Martínez, Antonio Ribot y Fontseré, Roberto Robert y Casacuberta, Joaquín Ruiz Cañábate, Antonio Serefont y Simón Vidal.
En noviembre de 2024, un grupo de universitarios de diferentes facultades de periodismo entre las que se incluyen la Universidad de Málaga, la Universidad de Sevilla, la Universidad de Granada, entre otras, refundaron el diario en formato digital.En la actualidad, se encuentra dirigido por un estudiante representante por cada facultad. La redacción la componen más de 30 estudiantes en los grados de Periodismo, Comunicación Audiovisual y Publicidad.